# British Hard Court Championships 1982
Il British Hard Court Championships 1982 è stato un torneo di tennis giocato sulla terra rossa. È stata la 13ª edizione del torneo, che faceva parte del Volvo Grand Prix 1982. Si è giocato a Bournemouth in Gran Bretagna dal 19 al 26 aprile 1982.

## Campioni

### Singolare maschile
Manuel Orantes ha battuto in finale  Ángel Giménez con il punteggio di 6–2, 6–0

### Doppio maschile
Paul McNamee /  Buster Mottram hanno battuto in finale  Henri Leconte /  Ilie Năstase con il punteggio di 3–6, 7–6, 6–3